# Гийом Дюбоа
Гийом Дюбоа (на френски: Guillaume Dubois; * 6 септември 1656, Брив ла Гаярд, Франция; † 10 август 1723, Версайски дворец, Версай, Кралство Франция) е френски кардинал, заемал поста пръв министър по време на регентството на Филип ІІ д'Орлеан от 1715 до 1723 г.

## Живот
Син е на известен лекар и аптекар, но получава първоначалното си образование от свещениците в родния си град. През 1672 г. постъпва в известния колеж Сен Мишел в Париж, после работи като частен учител и точно като такъв е назначен на малкия херцог на Шартър, племенник на Луи XIV.
През 1701 г., когато Шартър приема титлата херцог на Орлеан, Дюбоа още е с него. Той му става секретар и доживява неговият ученик да стане регент през 1715 г., потъпвайки завещанието на покойния Луи XIV. Оттогава започва стремителният му възход: той става външен министър (1717), архиепископ на Камбре и после кардинал (1720 – 1721), участва в регентския съвет, приет е за член на Френската академия и става председател на събранието на френското духовенство. Негласно той ръководи цялата политика на регента, а през 1722 г. официално поема поста пръв министър (ministre principal).
Дюбоа не е от аристократичен произход и също както регента, презира благородниците. Поради това и те не го харесват и оценките за управлението му, дадени от съвременници, са негативни. Той е обвиняван, че е увредил морала на своя ученик, че е корумпиран, че съюзът с Англия се е случил с цената на щедри подкупи. В това отношение най-остър е Сен-Симон в своите спомени, повлияли и на френските историци за цял век. Издадените в края на ХІХ в. мемоари на Дюбоа, публикуваните писма и откритите документи в архивите на Великобритания и Испания разкриват друга картина. Оказва се, че кардиналът е опитвал да ограничи развратното поведение на регента, да повлияе на неговия атеизъм, но без успех.
Във външната политика Дюбоа налага нов курс, тъй като Филип д'Орлеан е в конфликт със своя племенник Филип V Испански. Бидейки (освен Луи XV) единствен жив наследник на френския трон от пряката линия на Бурбоните, Филип Испански иска да стане крал, но се е отказал от всички права, когато е приемал испанския престол. Това състояние води до сближаване на Франция с Англия и Обединените провинции. Така се създава необикновеният Троен съюз, единственото сближаване на Франция и Англия през XVIII в. Когато испанците нападат Сардиния и Сицилия и така нарушават договора от Утрехт, Дюбоа не се колебае да застане твърдо против плановете на роднините Бурбони. В започналата Война на четворния съюз (1717 – 1720) Франция воюва против Испания и има принос са крайното ѝ поражение.
Когато Луи XV навършва пълнолетие през февруари 1723 г., Дюбоа предава поста пръв министър на Филип д'Орлеан, а през август неочаквано умира. Орлеанският херцог също не остава дълго начело на държавата, той умира през декември.